# Comuna Gălăteni, Teleorman
Gălăteni este o comună în județul Teleorman, Muntenia, România, formată din satele Bâscoveni, Gălăteni (reședința) și Grădișteanca.

## Așezare
Comuna este situată pe malul drept al râului Clănița, afluent al râului Teleorman.

## Demografie
Componența etnică a comunei Gălăteni
     Români (81,37%)
     Romi (6,02%)
     Alte etnii (0,08%)
     Necunoscută (12,53%)
Componența confesională a comunei Gălăteni
     Ortodocși (86,4%)
     Alte religii (0,45%)
     Necunoscută (13,15%)
Conform recensământului efectuat în 2021, populația comunei Gălăteni se ridică la 2.426 de locuitori, în scădere față de recensământul anterior din 2011, când fuseseră înregistrați 2.967 de locuitori. Majoritatea locuitorilor sunt români (81,37%), cu o minoritate de romi (6,02%), iar pentru 12,53% nu se cunoaște apartenența etnică. Din punct de vedere confesional, majoritatea locuitorilor sunt ortodocși (86,4%), iar pentru 13,15% nu se cunoaște apartenența confesională.

## Politică și administrație
Comuna Gălăteni este administrată de un primar și un consiliu local compus din 11 consilieri. Primarul, Iuliana Ivana[*], de la Partidul Național Liberal, este în funcție din octombrie 2020. Începând cu alegerile locale din 2024, consiliul local are următoarea componență pe partide politice:
|  | Partid                          | Consilieri | Componența Consiliului | Componența Consiliului | Componența Consiliului | Componența Consiliului | Componența Consiliului | Componența Consiliului |
|  | ------------------------------- | ---------- | ---------------------- | ---------------------- | ---------------------- | ---------------------- | ---------------------- | ---------------------- |
|  | Partidul Național Liberal       | 6          |                        |                        |                        |                        |                        |                        |
|  | Partidul Social Democrat        | 4          |                        |                        |                        |                        |                        |                        |
|  | Alianța pentru Unirea Românilor | 1          |                        |                        |                        |                        |                        |                        |

## Istorie
La sfârșitul secolului al XIX-lea, comuna făcea parte din plasa Glavaciocul a județului Vlașca, purta numele de Gălăteni-Moșteni și era alcătuit din satele Gălăteni-Moșteni, Gălăteni-Mitropoliei, Grădișteanca, Rândurica și Dobrogostea, cu o populație de 1874 de locuitori. În comună existau trei biserici și două școli mixte. La acea vreme, în aceiași plasă, mai funcționa și comuna Bâscoveni, care era alcătuită doar din satul Bâscoveni.
Anuarul Socec din 1925 consemnează comuna în plasa Câlniștea a aceluiași județ, cu o populație de 2082 de locuitori (în satele Gălăteni, Sfântu Gheorghe, Șoricești și Grădișteanca).Comuna Bâscoveni este consemnată în plasa Glavaciocul a aceluiași județ, cu o populație de 1315 de locuitori (în satele Bâscoveni și Rădulești). Tot atunci, satul Gălăteni-Mitropolia a fost retrocedat comunei Frăsinet.
În 1931, comuna Bâscoveni era împărțită în satele Șoricești și Bâscoveni, în timp ce comuna Gălăteni era alcătuită din satele Gălăteni, Grădișteanca și Regele Mihai.
În anul 1950, comunele au trecut în administrația raionului Videle, al regiunii Teleorman, raion care, doi ani mai târziu, a fost inclus în regiunea București. În timp, satul Regele Mihai a fost desființată și contopită cu satul Gălăteni, iar comuna Bâscoveni a fost desființată și inclusă în comuna Gălăteni.
În anul 1964, satul Șoricești a primit numele de Clanița de Jos, pentru ca în 1968, comuna să fie transferată la județul Teleorman, satele Sfântu Gheorghe și Clanița de Jos au fost desființate și contopite cu satul Gălăteni.

## Monumente istorice
Două monumente istorice se află în comuna Gălăteni, printre care: Ruinele conacului Marin Tecuceanu din satul Gălăteni care datează din anul 1900 și Biserica "Sfinții Împărați Constantin și Elena" din vechiul sat Sfântu Gheorghe și care datează din anul 1898.